# Feinstreifen-Ameisenwürger
Der Feinstreifen-Ameisenwürger (Thamnophilus tenuepunctatus) zählt innerhalb der Familie der Ameisenvögel (Thamnophilidae) zur Gattung der Thamnophilus.
Die Art kommt in Ecuador, Kolumbien und Peru vor.
Das Verbreitungsgebiet umfasst tropische oder subtropische feuchte Tief- oder Bergwälder, gerne Dickicht in Sekundärwald und Waldrändern an den Ausläufern der Osthänge des östlichen Anden meist zwischen 400 und 1500 m Höhe.
Der lateinische Artzusatz kommt von lateinisch tenuis ‚schwach‘ und lateinisch punctatus ‚punktiert‘.
Früher wurde die Art als konspezifisch mit dem Dunkelmantel-Ameisenwürger (Thamnophilus palliatus) angesehen.

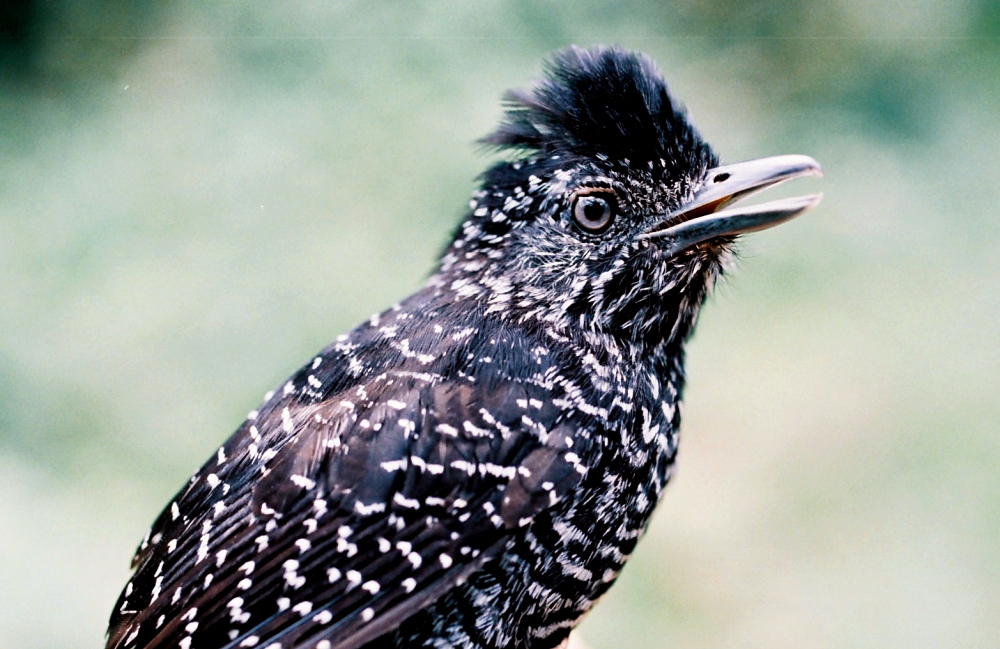
Männchen

## Merkmale
Der Vogel ist 15–16 cm groß und wiegt zwischen 22 und 23 g, hat eine deutliche Haube und eine gelbe Iris.
Das Männchen ist schwarz mit schmalen weißen Streifen mit Ausnahme der Haube und hat eine längsgestreifte Kehle. Beim Weibchen sind Haube, Oberseite und Flügel rotbraun. Gegenüber dem Weibchen des Streifen-Ameisenwürgers (Thamnophilus multistriatus) sind die weißen Streifen am Bauch schmäler und haben kaum einen rotbraunen Schimmer. Jungvögel haben gelblich-braun gefärbtes Gefieder.

## Geografische Variation
Es werden folgende Unterarten anerkannt:
- T. t. tenuepunctatus Lafresnaye, 1853, Nominatform – Nord- und Zentralkolumbien, Osthänge der Ostanden
- T. t. tenuifasciatus Lawrence,1867 – Süd- und Zentralkolumbien sowie Ostecuador
- T. t. berlepschi Taczanowski, 1884 – Südosten Ecuadors und Nordosten Perus

## Stimme
Der Ruf wird als sehr dem Binden-Ameisenwürger (Thamnophilus doliatus) ähnlich beschrieben.

## Lebensweise
Die Nahrung besteht hauptsächlich aus Insekten. Die Art tritt meist in Paaren auf, ist nur selten in gemischten Jagdgemeinschaften zu finden.
Über die Brutzeit ist wenig bekannt.

## Gefährdungssituation
Der Bestand gilt als gefährdet (Vulnerable).